# 鎌田美礼
鎌田 美礼（かまだ みれい、2008年6月24日 - ）は、日本将棋連盟所属の女流棋士。女流棋士番号は78。茨城県取手市出身。石田和雄九段門下。

## 棋歴

### 女流棋士になるまで
6歳の時に父親に教えられて将棋を始めた。
小学2年生で小学生駒姫名人戦一般戦クラスで第3位となる。
小学3年生頃から石田和雄九段が師範を務める柏将棋センターに通いはじめ、小学4年生で関東研修会に入会した。それまで習っていた水泳や習字・ピアノ、幼児期から活動していたキッズモデルもやめて女流棋士を目指すようになった。
小学5年生で小学生女子将棋名人戦の関東大会優勝、全国大会第3位。
中学1年生で全国中学生選抜将棋選手権大会女子の部の茨城代表となっている。

### 女流棋士として
2022年5月1日付で日本将棋連盟所属の女流2級となる。同月28日に行われた、第16期マイナビ女子オープン予備予選（中倉宏美との対局）で現役最年少女流棋士としてプロデビュー。

## 棋風
- 得意戦法は居飛車[1]。利き手は左で、指し手も左手で指している。

## 人物
- 趣味は読書[1]。
- キッズモデル時代は、文化庁芸術祭優秀受賞作品 ドラマ『こうのとりのゆりかご〜「赤ちゃんポスト」の6年間と救われた92の命の未来〜』に出演した経歴がある[4]。ファッションモデルとして雑誌「めばえ」や「ぷっちぐみ」にも出演していた[5]。
- NHK『ファミリールール』（Eテレ、2022年9月11日放送）で特集される[6]。
- クイズバラエティ番組『クイズ!あなたは小学5年生より賢いの?』（日本テレビ、2022年10月21日放送）に解答者として出演[7]。
- 小学生6年生のときに、病気で実母を亡くしている[8]。
- 取手市立戸頭中学校出身[1]。

## 昇段・昇級履歴
- 2018年10月00日 - 関東研修会 入会（C2クラス）[9]
- 2022年04月10日 - 関東研修会 B2クラス昇級（女流2級資格）[1]
- 2022年05月01日 - 女流2級 = プロ入り [1]

## 主な成績

### 棋戦優勝
非公式戦
- 白瀧あゆみ杯争奪戦 - 1回（第18回=2024年度）

### 女流棋戦別成績
| 女流タイトル戦          |                                                                                           |
| - 白玲戦・女流順位戦    | - 0第5期 D級23位 ／ 過去最高順位 D級13位（3勝5敗、第4期）                                 |
| - 清麗戦                | - 0第7期 予選敗退（0勝・再挑戦0勝） ／ 過去最高 予選（1勝・再挑戦0勝、第5期・第6期）      |
| - マイナビ女子オープン0 | - 第18期 予備予選敗退（0勝） ／ 過去最高 予選0勝（第17期）                                |
| - 女流王座戦            | - 第15期 二次予選進出（進行中、一次予選 2勝） ／ 過去最高 一次予選（1勝、第13期・第14期） |
| - 女流名人戦            | - 第52期 予選敗退（0勝） ／ 過去最高 予選（0勝、第50期・第51期・第52期）                  |
| - 女流王位戦            | - 第36期 予選敗退（1勝） ／ 過去最高 予選（1勝、第36期）                                  |
| - 女流王将戦            | - 第47期 予選敗退（0勝） ／ 過去最高 予選（1勝、第45期）                                  |
| - 倉敷藤花戦            | - 第33期 1回戦敗退（0勝） ／ 過去最高 2回戦（1勝、第32期）                                |

| 女流一般棋戦              |                                      |
| - YAMADA女流チャレンジ杯0 | - 過去最高 0勝1敗（第8回、棋戦終了） |

### 年度別成績
| 年度         | 対局数 | 勝数 | 負数 | 勝率   | (出典) | 女流通算成績 | 女流通算成績 | 女流通算成績 | 女流通算成績 | 女流通算成績 |
| ------------ | ------ | ---- | ---- | ------ | ------ | ------------ | ------------ | ------------ | ------------ | ------------ |
| 2022年度     | 13     | 6    | 7    | 0.4615 | [ 10 ] | 対局数       | 勝数         | 負数         | 勝率         | (出典)       |
| 2023年度     | 19     | 6    | 13   | 0.3157 | [ 11 ] | 32           | 12           | 20           | 0.3750       | [ 12 ]       |
| 2024年度     | 21     | 7    | 14   | 0.3333 | [ 13 ] | 53           | 19           | 34           | 0.3584       | [ 14 ]       |
| 通算         | 53     | 19   | 34   | 0.3584 | [ 14 ] |              |              |              |              |              |
| 2024年度まで |        |      |      |        |        |              |              |              |              |              |